# سنگ‌چشم‌کوکوی زرین
سنگ‌چشم‌کوکوی زرین (نام علمی: Campochaera sloetii) گونه‌ای از پرندگان خانوادهٔ کوکوسنگ‌چشمان است. در سردهٔ تک‌نماد Campochaera است و در گینه نو یافت می‌شود. زیستگاه طبیعی آن جنگل‌های دشت نمناک نیمه‌گرمسیری یا گرمسیری است.